# Анатолий Поперечни
Анатолий Григориевич Поперечни (на руски: Анатолий Григорьевич Поперечный; на украински: Анатолій Григорович Поперечний) e съветски и руски поет.
Анатолий Поперечни е роден на 22 ноември 1934 г. в град Нова Одеса, Николаевска област. Бащата, Григорий Демянович е агроном, а майка му, Александра Михайловна – фелдшерка. През 1938 г. заедно с родителите си се премества от Нова Одеса в Николаев. По време на Великата Отечествена война, през 1941 г., заедно с майка си, която е медицинска сестра на медицински влак, се налага да прекоси страната от Днепър до Урал, където е евакуиран. През 1944 г. той служи като юнга в кабината на разрушителя „Смарт“, след като двамата с майка си се връщат отново в Николаев, където завършва и десети клас.
После задочно следва във филологическия факултет на Николаевския педагогически институт и едновременно с това работи в Черноморския корабостроителен завод. Там взима участие в заводското литературно обединение „Стапель“. През 1954 г. завършва Ленинградския държавен педагогически институт „Александър Херцен“. Член е на Съюза на писателите на СССР от 1960 г. и скоро след това е поканен да завежда отдела за поезия в московското списание „Октябрь“. Във връзка с новото си назначение се премества със семейството си да живее в Москва, заедно със съпругата и сина си.
През 1957 г. Поперечни изпраща свой ръкопис със стихове в Москва, на издателство „Съветски писател“.

## Избрана библиография
- Поперечный, Анатолий. Червонные листя.   Москва, Советский писатель, 1961. (на руски)
- Поперечный, Анатолий. Невидимый бой.   Москва, Советская Россия, 1963. (на руски)
- Поперечный, Анатолий. Ночные поезда.   Москва, Воениздат, 1965. (на руски)
- Поперечный, Анатолий. Россия. Родина. Любовь.   Москва, Молодая гвардия, 1968. (на руски)
- Поперечный, Анатолий. Именины сердца, Песни для души.   Москва, Центрполиграф, 2000. ISBN 5-227-00542-7. (на руски)
- Поперечный, Анатолий. И снится мне трава, трава у дома.   Москва, Эксмо, 2004. ISBN 5-699-07588-7. (на руски)
- Поперечный, Анатолий. Малиновый звон.   Москва, АКТ, Астрель, ВКТ, 2010. ISBN 978-5-17-061253-6,  ISBN 978-5-271-24790-3,  ISBN 978-5-226-01329-4. (на руски)